# Rinpa
A Rinpa (琳派; Hepburn: Rinpa) egyike a meghatározó japán festészeti iskoláknak. Honami Kóecu (1558–1637) és Tavaraja Szótacu († 1643) által jött létre a 17. századi Kiotóban. Mintegy ötven évvel ezután szilárdította meg a stílust a testvérpár, Ogata Kórin (1658–1716) és Ogata Kenzan (1663–1743).
Az iskola alkotói közül néhányan több művészeti ágban is dolgoztak, a dekoratív jellegű festészeten kívül más képző- és iparművészetben, például kalligráfia, lakkművesség, kerámia, textilfestés művészetében is.
A "Rinpa" elnevezés a Meidzsi-korban keletkezett, Kórin nevének második szótagja (琳, rin) és az iskolát jelentő "ha" (派, ha) szótag összevonásával (egymást követő hasonulással "pa"-ra változva). Azelőtt úgy utaltak a stílusra, mint Kóecu iskola (光悦派, Kōetsu-ha), Kóecu-Kórin iskola (光悦光琳派, Kōetsu-Kōrin-ha), vagy Szótacu-Kórin iskola (宗達光琳派, Sōtatsu-Kōrin-ha).

Ogata Kórin íriszes paravánja

## A Rinpa létrehozói

### Tavaraja Szótacu
A zen ecsetművészet egyszerűségével és nyers erejével szöges ellentétben áll a japán dekoratív festészet hagyománya, amelyet a legpazarabb formájában az aranypavilonokon láthatunk. E tradíció egyik atyamestere Tavaraja Szótacu (俵屋宗達, Tawaraya Sōtatsu, † 1643) volt. Családja legyezőket és paravánokra szánt festményeket készített, ő maga más művészekkel és kézművesekkel szoros együttműködésben a 17. század legragyogóbb alkotásainak némelyikét hozta létre. Szótacu régi horizontális tekercsképeket (emakimono) restaurált, e munka közben sok mindent megtanult a japán színes festészet legősibb hagyományaiból, és a finom tusfestmények technikáját is elsajátította. Leginkább azonban abban jeleskedett, hogy azt, ami korábban csak festmények apró motívumaiként vagy mellékes részleteként szerepelhetett, kinagyította, merész színekkel tekercsképekre és paravánokra alkalmazta, így addig sosem látott, drámai hatású díszítőmunkákat alkotott.
Szél és viharisten (風神雷神図, Fūjin Raijin-zu)

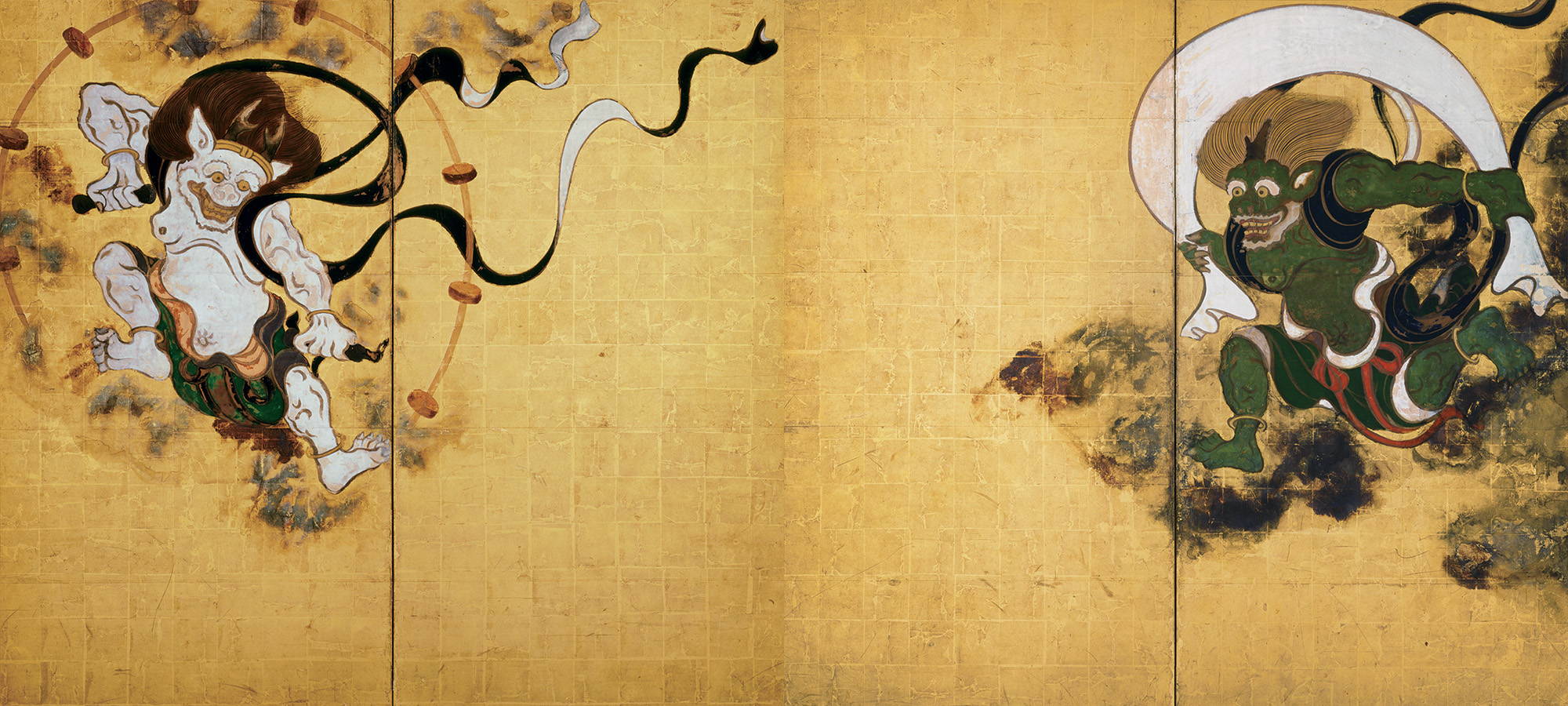
Tavaraja Szótacu Szél és viharisten paravánja

„Bár a paravánokat rendszerint hatosztatú párokban gyártották, Szótacu egyik lebilincselő, a Kiotói Kennindzsiben található, Szél és viharistent ábrázoló paravánjának darabjai csak kétrészesek. A természetisteneket ragyogó aranyfüst alapon különlegesen erőteljes formákkal, vonalakkal és színekkel festette meg. Az ötletet, hogy az egyik istenséget szélzsákkal, a másikat mennydörgő dobokkal ábrázolja, Délkelet-Ázsiából vette át, ahol hagyományos burmai zenekarokban ma is láthatunk sorba hangolt, körberakott dobokat. Régebbi festmények és szobrok harciasabbnak mutatják ezeket az isteneket, itt azonban inkább humorosaknak, mint félelmetesnek tűnnek; a japán játékosság egészen nyilvánvaló ezeken a paravánokon. A szélisten a zsákját lóbálva iparkodik befelé egy tusfelhőn a jobb oldali paravánra. Társa, a viharisten szemlátomást élvezettel püföli dobocskáit kézi súlyzó, illetve tehénszarv formájú ütőjével.
A Szél és viharisten a visszafogottabb tusfestményektől eltérően mintha az első pillantásra föltárná egész művészi tartalmát. Ám ha figyelmesen szemügyre vesszük a két paravánt, Szótacu mesterségbeli tudásának további vonatkozásai válnak nyilvánvalóvá. Először is, a csillogó aranyfüst háttere előtt mindössze néhány erős színre szorítkozott. Az aranyhajú szélisten teste zöld, ágyékkötője piros, öve fehér. A viharisten némileg fordított színezésű, a teste fehér, az öltözéke arany és zöld, de helyenként elővillan a fehér fonákja. Másodszor, a határozottan színezett testek ellentétben állnak a kevésbé anyagszerű felhőkkel. Az utóbbiak az úgynevezett tarasikomi technikával készültek, amelynél a gyorsan fölcsepegtetett tus és víz nem tökéletesen elegyedett az arany kemény felszínén, hanem szétterülő tócsái érdekes, szabálytalan szürke-fehér foltokban olvadtak össze. Harmadszor, a kompozíciók rendkívül aszimmetrikusak és mozgalmasak. A szélistenes paraván bal táblája majdnem teljesen üres, csak a zsák meg a tusfelhő kis darabkája tompítja az aranyfüst ragyogását. Az isten fürge léptei azonban láthatólag az üres tábla felé tartanának. Még a felhő is nyílhegyszerűen kicsúcsosodik abban az irányban, amerre úszik. Érvényre jut annak a hatása, ami nincs megengedve, amit csak elképzeltünk; ezt ,,küszöbönálló cselekvés"-nek nevezhetnénk. Ezzel szemben a bal oldali viharisten mozgása inkább körkörös. A fehér teste mögött halványabb felhők, valamint a dobok hangsúlyozzák az isten körvonalait. Ugyanakkor az isten vállszalagja egészen a szinte teljesen üres jobb paravánfél jobb felső sarkáig kígyózik. Szótacu mindvégig kiegyensúlyozottan, de sosem szimmetrikusan alkalmazza a kitöltött és üresen hagyott tereket.
Végül Szótacu festményeinek vonalvezetése magabiztos, erélyes. A legtisztábban a viharisten testénél látható, hogy a kontúrokat, az izmokat és a furcsán sugaras köldököt kirajzoló ecsetvonások merészen megvastagodnak és elvékonyodnak. Az isten minden porcikája mozogni látszik: keze, lába, haja, de még a lábujjai is. Szótacu a bátor komponálás, a ragyogó színek és a játékos humor ötvözésével minden addig láthatónál drámaibb kötetlenségű művészetet teremtett.”

### Honami Kóecu
Honami Kóecu (本阿弥光悦, Hon'ami Kōetsu) (1558-1637) életének és működésének első fele még az Edo-kort megelőző Momojama korszakra esik. Művei hatása, Szótacuval együtt, azonban erős volt az Edo-kori iparművészetben is. Kóecu egy sajátos művésztelep alapítója és szellemi vezetője volt; számos kiemelkedő kalligráfia, kerámia és művészi lakkmunka jelzi ritka és elmélyült alkotókészségét.

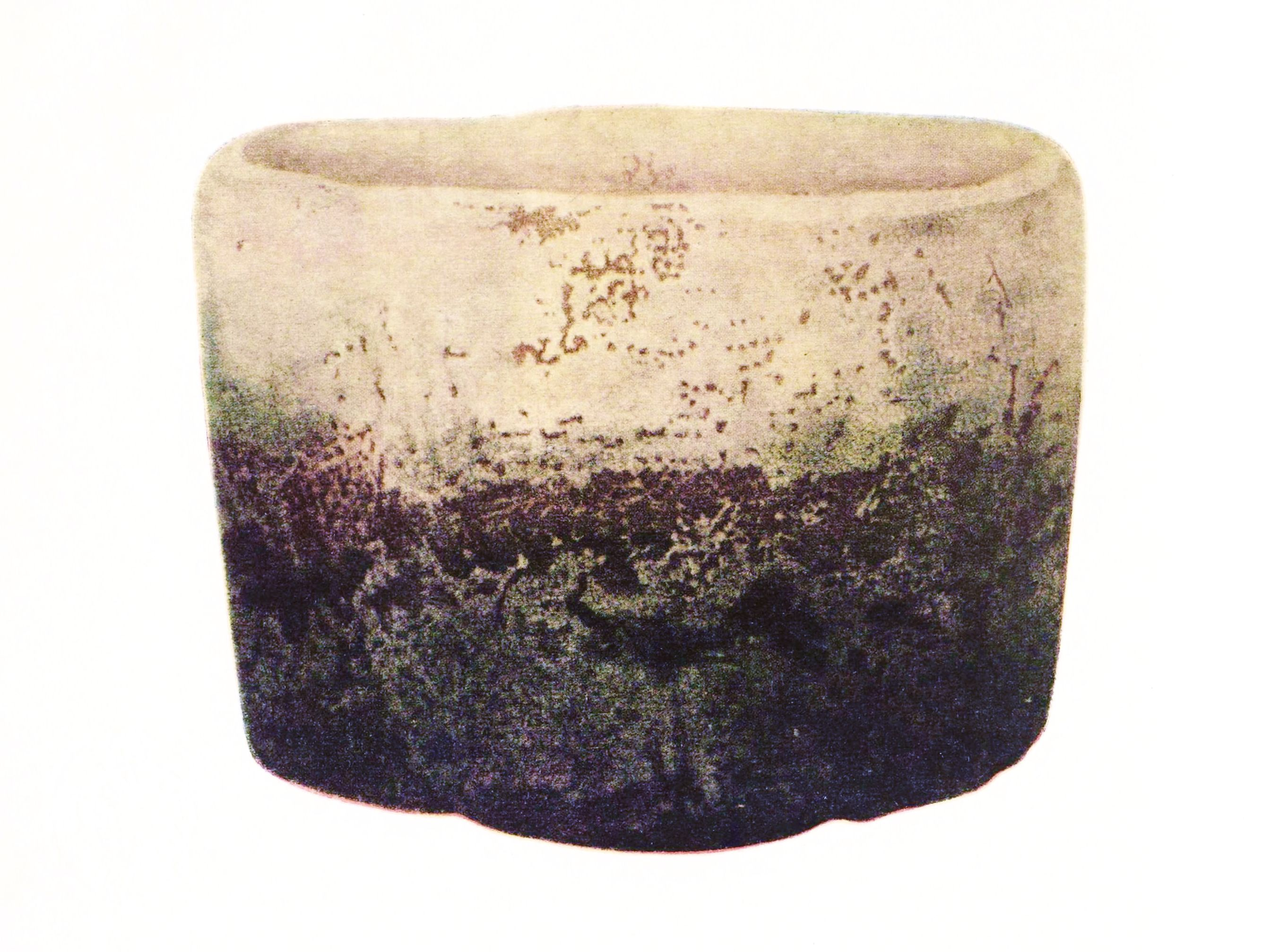
Fuji-san

Ősi generációk óta a császári udvar és a kanazavai Maeda daimjó család híres, megbecsült kardszakértője volt, és Kóecu maga is ezért kapott tőlük évi kétszáz koku javadalmat, amiből családjával együtt meg tudott élni. Kerámiáit és egyéb munkáit ezért nem eladásra, hanem saját maga és barátai örömére készítette. Szerény ember lévén, vissza is utasította Tokugava Iejaszu nagyobb támogatását, akitől mellesleg a Kiotó melletti Takagaminében levő, gyönyörű fekvésű műhelyének területét kapta. Kóecu kardszakértői tanulmányai révén gyerekkorától kezdve ismerte a rokon iparművészeti ágakat, a lakkművességet, a berakásos munkákat, a bőrkikészítést, a selyemzsinór-készítést. Emellett kiemelkedő hírű kalligráfus és festő is volt. Kerámián kívül művészi lakkmunkákat is készített, nó-színházi maszkokat faragott és kerteket tervezett. Valóban rendkívül ritka, egyetemes tehetségű és műveltségű művész volt, aki emellett harmonikusan összetartotta falujának patriarchális jó viszonyban élő művészközösségét is.
Kóecu híres kerámiái – egy füstölőedény kivételével – mind raku csészék; legismertebb közülük a ,,Fuji-san" (Fudzsi-hegy).
Kóecu lakkműveit japán szakértők két nagy csoportba sorolják: a saját maga által készített munkákra, és olyanokra, amelyekhez csak a művészi koncepciót adta. Kisszámú, de a legmagasabbra értékelt lakkjai a második csoportba tartoznak. Leghíresebb remekműve egy suzuribako, azaz írószer tartó doboz, melynek szokatlanul magasra domborodó fedelén a szanói hajóhidat ábrázolta. Egy másik híres suzuribakóján ágakkal megrakott favágó alakja látható. Kóecu új megoldásai – az aranylakk és a kivágott nagy ólom- és gyöngyház-berakások kombinálása – rendkívül kifejezőek. Stílusát és mintáit később is sokan követték.

## Későbbi mesterek
A zseniális testvérpár, Ogata Kórin (尾形光琳, Ogata Kōrin) és Ogata Kenzan (尾形乾山, Ogata Kenzan) jórészt a nagy művészeti virágzást jelentő Genroku-érában (1688-1704) dolgozott. Jómódú kereskedőcsaládból származtak. Apjuk üzlete azonban – amely arisztokratáknak és polgároknak árusított kimonókat – tönkrement, kis örökségük hamar elfogyott, és a körülmények arra kényszerítették őket, hogy az addig inkább kedvtelésből folytatott művészetet kenyérkereső foglalkozássá tegyék. A két testvér közül talán Kórin volt a sokoldalúbb, ,,modernebb", és ő alkalmazkodott gyorsabban kora igényeihez. Kenzan komolyabb, hagyománytisztelőbb volt, és így neki kevesebb nyilvános siker jutott osztályrészül. A művészeti virágzás és iparművészetek központja ekkor még a régi császárváros, Kiotó volt, de 1701-ben Kórin, majd 1731-ben Kenzan is átköltözött Edóba. Munkásságuk a kor művészeti csúcsát jelentő Genroku-éra szellemének kiteljesedése és legszebb példája.
A korszak további Rinpa alkotói: Tatebajasi Kagei, Tavaraja Szori, Vatanabe Sikó, Fukae Rósú és Nakamura Hócsú.

### Kórin

Vörös és fehér szilvafa

Szótacu legjelentősebb követője nem saját tanítványainak egyike, hanem egy évtizedekkel később élt mester. A díszítőfestési hagyomány e méltó folytatója Ogata Kórin (1658-1716). Részben Szótacu remekművei, köztük a Szél és viharisten másolásával fejlesztette hozzáértését, majd megalkotta saját merész mintáit, és végül a díszítőfestészeti iskola róla kapta a Rinpa (Rin iskola) nevet. Feltűnő, élénk színeivel és különc viselkedésével egyaránt meghökkentette a korabeli japán művészvilágot. A Kanó stílusú festészeti tanulmányaiból indult ki. Fennmaradtak dekoratív ellenzői és tusképei, valamint textilmintatervei, saját tervezésű kimonója és lakkmunkái. Kórin kiemelkedő tehetségére utal, hogy 1701-ben már hokkjó címet kapott, ami nagy kitüntetésnek számított.
Vörös és fehér szilvafa (紅白梅図, Kōhakubai-zu)
Kórin leghíresebb műve a kétszer két táblás Vörös és fehér szilvafa. Az 1714-15 körül keletkezett mű ma a MOA Művészeti Múzeumban található Atami, Sizuokában. „Ezen számos izgalmas kontraszt jelenik meg: fák és víz, szögletek és görbületek, stilizálás és naturalizmus, egység és különválás, kiterített és perspektivikus ábrázolás. Miként Szengai Kör, háromszög és téglalapján, az elkülönültnek látszó formák valójában érintkeznek, átfedik egymást, és a két paraván összeilleszthető egyetlen képpé, de tartható külön-külön is. A fák alakja megannyi szöglet, a víz csupa hullámvonal, a két összetevő mégis erős kölcsönhatásban van, a jobb oldali fa mintha hátrahőkölne a víztől, a bal oldali viszont lehajol hozzá. A térkihasználás különösen érdekes ezen a paravánpáron. A víz és a fák látszólag túlnyúlnak a képtáblák határain, tágabb teret jeleznek, mint amekkorát a művész tulajdonképpen teremtett. Perspektíva szempontjából elsőre minden laposnak tetszhet, pedig egyidejűleg többféle nézet érvényesül. A fákat mintha oldalról, a vizet felülről szemlélnénk. A víz sávja a középmezőben távolodva gyorsan keskenyedik, ez mélységet sejtet, a fák átkereszteződő ágai viszont elöl mintegy lelapítják a teret. Kórin nem egyszerűen dekorációt kínál: paravánjai magukra vonják a figyelmünket, összezavarják könnyed feltevéseinket.”
Lakkművesség

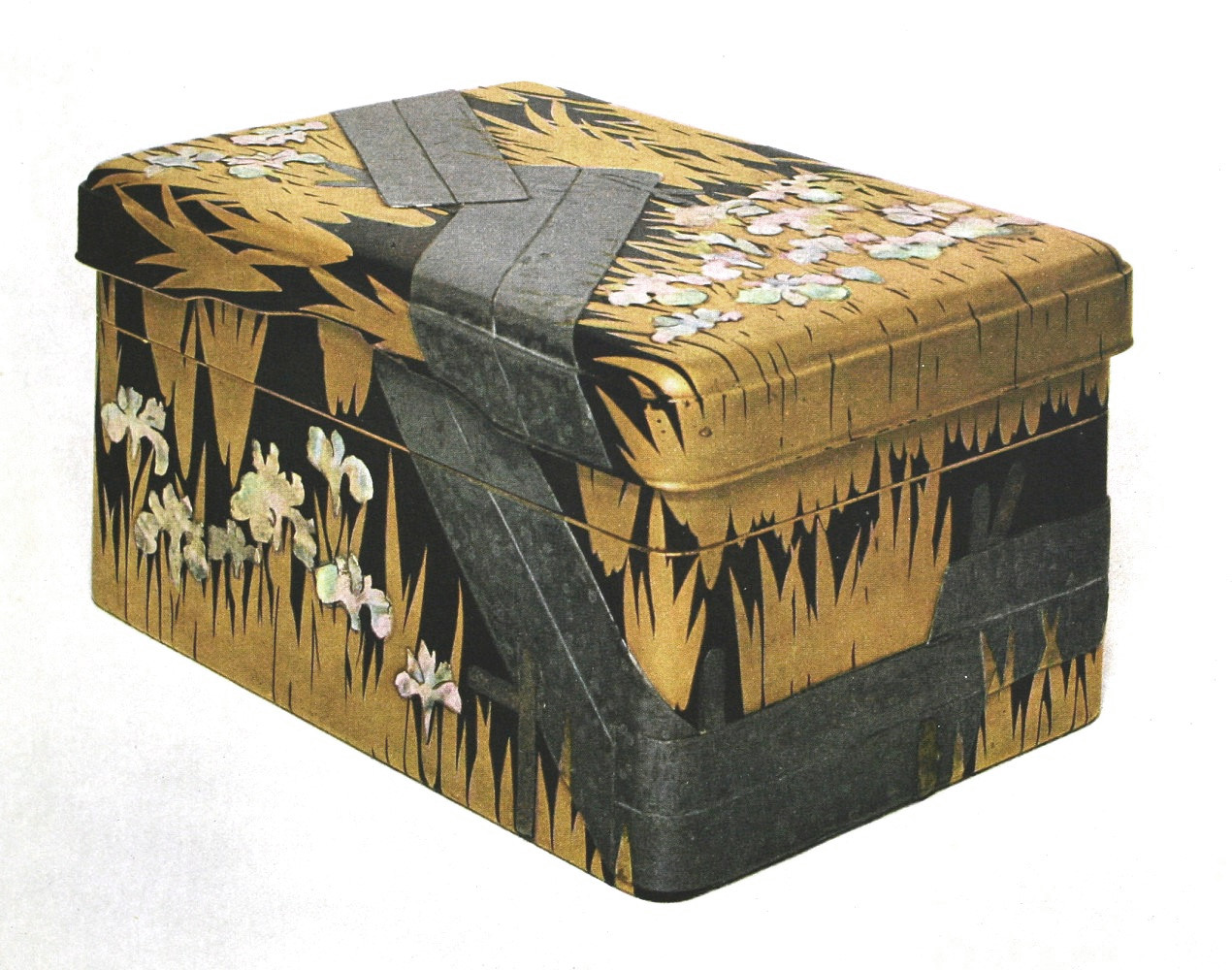
Kórin Jacuhasi lakkdoboza

Ogata Kórin a Genroku-éra újítói között vezető egyéniségnek számít a lakkművességben is. Sok tervet készített lakkok díszítésére, amelyek több kiadásban is fennmaradtak. Lakkjai a hagyományos technikák helyett merész újításokat és eredeti kompozíciós ötleteket mutatnak. Legismertebb a Jacuhasi („Nyolc híd”) elnevezésű lakkdoboza. Ez az írószertartó doboz klasszikus témát ábrázol: a X. századi „Isze Monogatari”-ban szereplő Íriszes tó híres hídját. A doboz fedelén és oldalán átlósan futó, ólomból kivágott hídrészletek érdekes összhatást adnak a fekete és arany lakkal, és az íriszek színes gyöngyházberakásával. Kórin egyébként is kedvelte e témát, híres ellenzőjét is e tó íriszeivel díszítette.

### Kenzan

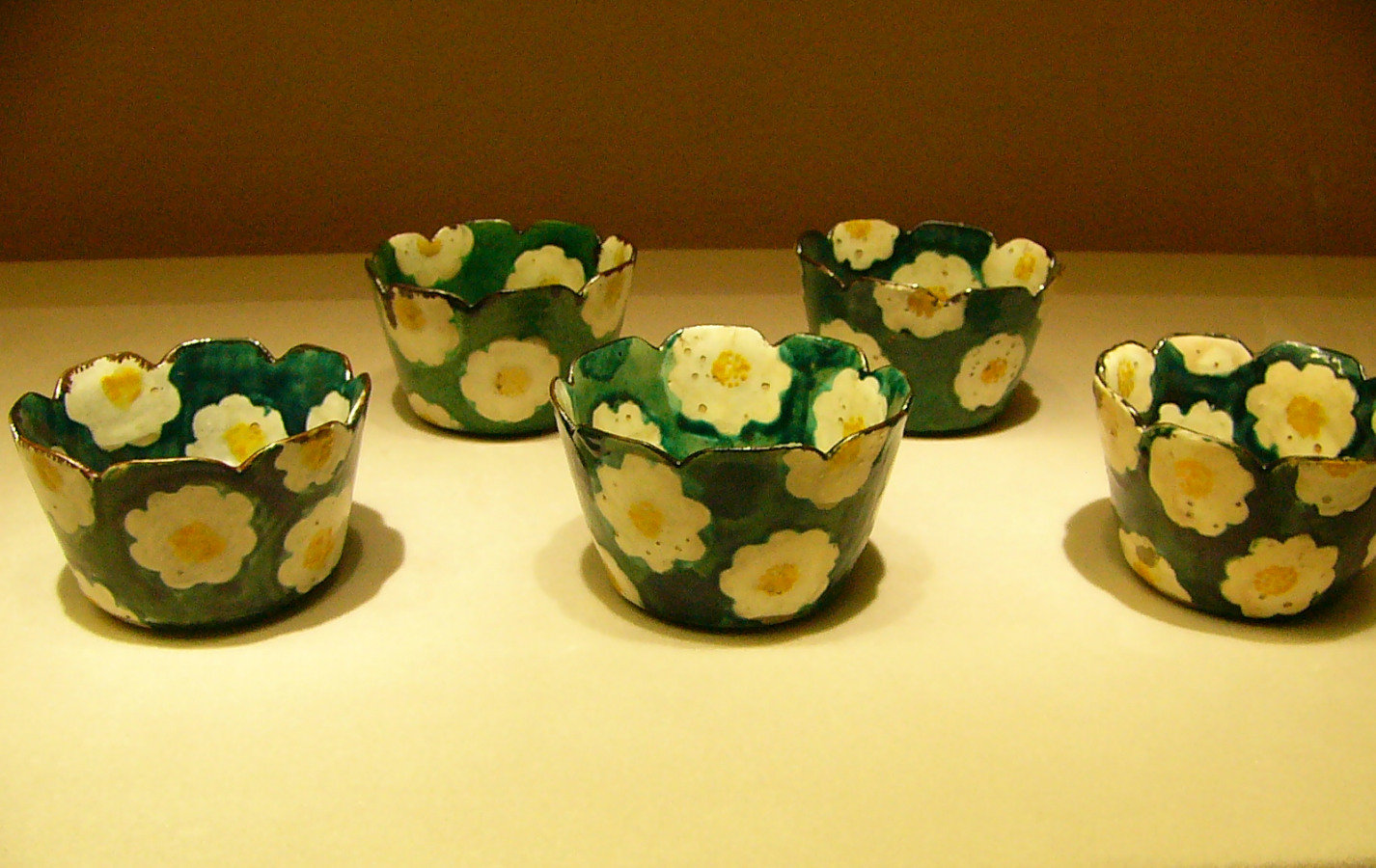
Kenzan kamélia virágokkal díszített teáscsészéi, Oszaka Keleti Kerámia Múzeum

Ogata Kenzan (1663-1743) először kedvtelésből foglalkozott kerámiával, teaszertartással, de festett is, sőt ezen felül kiváló kalligráfus volt. Vonzódott a zen-buddhizmushoz. Kerámiaműhelyt rendezett be, ahol kezdetben Kórinnal közösen dolgozott: ő készítette a kerámiát és a feliratot, Kórin pedig a díszítést és a rajzot. Kórin már ünnepelt festő volt, és kevés vonalból álló, de rendkívül dekoratív és kifejező rajzai kitűnően érvényesülnek a lapos tálakon. Időnként meghökkentő művekkel fejezte ki az újgazdagok iránti ellenszenvét. Kenzan a klasszikus kultúra hagyományait követte. Korán adoptálta Ninsei Nonomura fiát, aki 1699-ben Kenzannak adta a mester, Ninsei műhelytitkait (az agyagok, mázak összetételét, keverési arányait) tartalmazó jegyzeteket, az úgy nevezett densót. Kenzan Kiotó közelében, Narutakiban építette fel saját műhelyét, és ettől kezdve látta el kerámiáit Kenzan jelzéssel. (E név tulajdonképpen „Északnyugati hegy”-et jelent, és műhelye fekvésére utal.) Ma ezer darab ilyen jelzésű kerámia közül feltehetően négy-öt darab lehet valóban az ő műve. A Kenzan név ma Japánban és Nyugaton egyaránt a kimagasló minőségű dekoratív kerámiák bizonyos fajtáit jelöli, akár maga a mester tervezte és díszítette őket, akár nem. Ninsei örökbefogadott fia, aki szintén Kiotói keramikus volt, felvette a II. Kenzan nevet. Később Edóban hét további mester örökölte Kenzan nevét és a mesterség titkait. Kenzan narutaki műhelye nem hozott anyagi sikert, így 1712-ben eladta. Később mások kemencéiben égettette kerámiáit, majd 1731-ben Edóba költözött. 1737-ben egy daimjó család meghívására utazott Szanóba, ahol több mint egy évet dolgozott, ám szanói működése nagyban vitatott, a kerámiák hirtelen más jellemzői miatt.
Krizantémok
Kenzan munkáira jó példa a krizantémmintás ötdarabos étkészlet. „Kenzan nem csak krizantémmintákat festett vidám színű, máz feletti zománccal a különleges kőagyagra, hanem magukat az edényeket is kis virágcsokor formájúra alakította ki. A krizantém az őszt jelképezte, így ezek a tányérok éppúgy hirdetik a lombhullató évszak örömeit, mint a szépség mulandóságát. A teaszertartás alkalmával kicsiny ételadagokhoz használták őket, élénk színeik és szabálytalan alakjuk kellemes kontrasztot képezhetett a szerény sibui teáscsészével.”

## Modern Rinpa

### Szakai Hóicu

Hóicu Nyári és Őszi Füvek kétrészes paravánjának jobb oldali darabja

A Rinpát Szakai Hóicu (酒井抱一, Sakai Hōitsu, 1761-1828) virágoztatta fel újra Edoban, a 19. században. Hóicu alapvetően a Kanó iskola művésze volt, és családja Ogata Kórin támogatói közé tartozott. Jól szituált katona volt, aki 1797-ben a Shin Buddhista szekta papja lett, vallási fogadalmat téve annak érdekében, hogy elmeneküljön a kortárs művészet és társadalom elől. Élete utolsó huszonegy évét magányban töltötte, elmerülve Ogata Kórin életének és munkásságának tanulmányozásában. E munkának két könyv lett az eredménye. Publikált egy százrészes sorozatot Kórin munkái alapján készült fametszeteiből, és egy könyvet, Kórin halálának századik évfordulójára, ami a művésznek és követőinek munkáit tartalmazza. Az utóbbi műben Kórin ösztönös hajlama a drámai szerkezetek kialakítására újra felfedezhető, de Hóicu kitartó hangsúlyt helyezett a lírai szépségre. Festménye, a Nyári és Őszi Füvek (夏秋草図, Natsu akikusa-zu), amit Kórin Szél és viharisten (Szótacu eredeti festményének másolata) paravánjának hátoldalára festett, a Tokiói Nemzeti Múzeumban látható. Kórin képe már majdnem egy évszázaddal régebbi volt a festmény készítésekor. Hóicu beborította Kórin képének hátulját ezüstfüsttel, és megfestette a képet, ami ma szélesebb körben ismert, mint maga az eredeti, másik oldal.
Az Edo-kor e szakaszában a korai Rinpa-művészek festményeit antológiákba szedték. Ilyen gyűjtemény például a Kōrin gafu (Kórin Képalbum) Nakamura Hócsú által, amit 1806-ban adtak ki először. Ezt követte Szakai Hóicu eredeti munkája 1817-ben, Oson gafu címmel.
Hóicu több tanítványa is továbbvitte a Rinpa-stílust követő mozgalmat a késői 19. században, amikor az egyesült Okakura Kakuzó és más festők Nihonga mozgalmával. A stílus hatása erős volt a korai modern korra, és még ma is népszerűek a Rinpa-stílusú tárgyak. Egy későbbi neves alkotó Kamiszaka Szekka.
2015-ben, a Rinpa megalapításának négyszázadik évfordulóján, a Kiotói Nemzeti Modern Művészeti Múzeumban megrendezésre került a művészeket és a stílust bemutató nagyszabású kiállítás. 

## Stílus

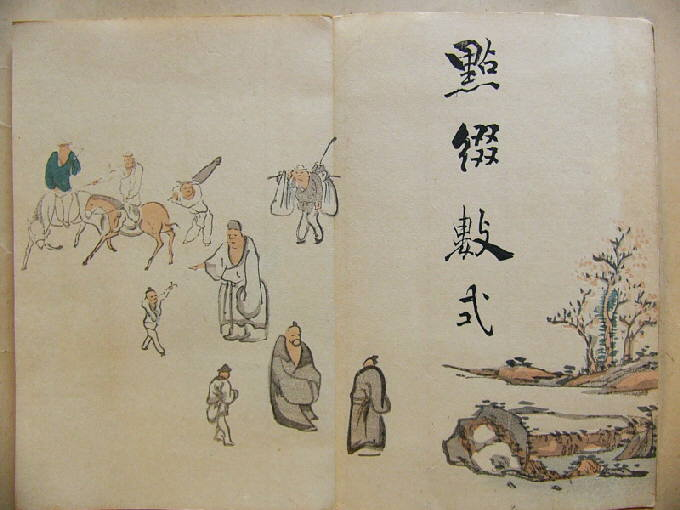
Nanga festmény, 1803

A Rinpa stílusban alkotók általában több művészeti ágazatban dolgoztak, nevezetesen ellenzők, legyezők, tekercsképek, fadúcos nyomással készült könyvek, lakktárgyak, kerámia és kimonó textilek készítésével is foglalkoztak. Rengeteg Rinpa festmény lett felhasználva tolóajtók és falak díszítésére is a nemesek otthonaiban.
A témát és a stílust sokszor a Heian-kori tradicionális jamato-e festészetből vették, elemekkel a Muromacsi-kori tusfestészetből, a kínai Ming-dinasztia virágok-és-madarak festményeiből, valamint az Azucsi-Momojama-kori Kanó iskola fejlesztéseiből. A sztereotíp szabványfestés a Rinpán belül egyszerű természeti formákból, például madarakból, növényekből és virágokból áll, a hátteret aranyfüsttel borítva. A kifinomult tervezés és kivitelezés egyre nagyobb hangsúlyt kapott, ahogy a Rinpa stílus fejlődött.
A Rinpa stílus elsősorban Kiotóban, Narában és Oszakában virágzott, azaz Japán politikai és kulturális ősi központi háromszögében. Kiotó és Oszaka kettő volt a legfontosabb Nanga-képeken (南画, szó szerint: Déli festmény) ábrázolt városok közül, másként Bundzsinga-képekként (文人画, szó szerint: irodalmárok festménye) is ismerik; a Nanga-festészetre nagy hatással volt a Rinpa stílus.

## Neves Rinpa-művészek
- Honami Kóecu (1558 – 1637)
- Tavaraja Szótacu (Edo-korszak kezdete, † 1643)
- Tavaraja Szószecu (Edo-korszak előtt)
- Kitagava Szószecu (Edo-korszak előtt)
- Ogata Kórin (1658 – 1716)
- Ogata Kenzan (1663 – 1743)
- Vatanabe Sikó (1683 – 1755)
- Nakamura Hócsú († 1819)
- Szakai Hóicu (1761 – 1828)
- Szuzuki Kiicu (1796 – 1858)
- Ikeda Koszon (1801 – 1866)
- Szakai Hó (1808 – 1841)
- Murakosi Kiei (1808 – 1867)
- Jamamoto Kóicsi (1843? – 1905?)
- Ogata Gekkó (1859 – 1920)
- Kamiszaka Szekka (1866 – 1942)

## Fordítás
- Ez a szócikk részben vagy egészben  a   Rinpa school című angol Wikipédia-szócikk ezen változatának fordításán alapul.  Az eredeti cikk szerkesztőit annak laptörténete sorolja fel. Ez a jelzés csupán a megfogalmazás eredetét és a szerzői jogokat jelzi, nem szolgál a cikkben szereplő információk forrásmegjelöléseként.
- Ez a szócikk részben vagy egészben  a(z)   琳派 című japán Wikipédia-szócikk ezen változatának fordításán alapul.  Az eredeti cikk szerkesztőit annak laptörténete sorolja fel. Ez a jelzés csupán a megfogalmazás eredetét és a szerzői jogokat jelzi, nem szolgál a cikkben szereplő információk forrásmegjelöléseként.